# Temporada de tennis 2018
Selecció dels principals esdeveniments tennístics de l'any 2018 en categoria masculina, femenina i per equips.

## Federació Internacional de Tennis

### Grand Slams
Open d'Austràlia
| Categoria          | Campions/es                     | Finalistes                         | Resultat                   |
| ------------------ | ------------------------------- | ---------------------------------- | -------------------------- |
| Individual masculí | Roger Federer                   | Marin Čilić                        | 6−2, 6−7(5), 6−3, 3−6, 6−1 |
| Individual femení  | Caroline Wozniacki              | Simona Halep                       | 7−6(2), 3−6, 6−4           |
| Dobles masculins   | Oliver Marach Mate Pavić        | Juan Sebastián Cabal Robert Farah  | 6−4, 6−4                   |
| Dobles femenins    | Tímea Babos Kristina Mladenovic | Iekaterina Makàrova Ielena Vesninà | 6−4, 6−3                   |
| Dobles mixts       | Gabriela Dabrowski Mate Pavić   | Tímea Babos Rohan Bopanna          | 2−6, 6−4, [11−9]           |

Roland Garros
| Categoria          | Campions/es                           | Finalistes                    | Resultat            |
| ------------------ | ------------------------------------- | ----------------------------- | ------------------- |
| Individual masculí | Rafael Nadal                          | Dominic Thiem                 | 6−4, 6−3, 6−2       |
| Individual femení  | Simona Halep                          | Sloane Stephens               | 3−6, 6−4, 6−1       |
| Dobles masculins   | Pierre-Hugues Herbert Nicolas Mahut   | Oliver Marach Mate Pavić      | 6−2, 7−6(4)         |
| Dobles femenins    | Barbora Krejčíková Kateřina Siniaková | Eri Hozumi Makoto Ninomiya    | 6−3, 6−3            |
| Dobles mixts       | Latisha Chan Ivan Dodig               | Gabriela Dabrowski Mate Pavić | 6−1, 6−7(5), [10−8] |

Wimbledon
| Categoria          | Campions/es                           | Finalistes                     | Resultat                   |
| ------------------ | ------------------------------------- | ------------------------------ | -------------------------- |
| Individual masculí | Novak Đoković                         | Kevin Anderson                 | 6−2, 6−2, 7−6(3)           |
| Individual femení  | Angelique Kerber                      | Serena Williams                | 6−3, 6−3                   |
| Dobles masculins   | Mike Bryan Jack Sock                  | Raven Klaasen Michael Venus    | 6−3, 6−7(7), 6−3, 5−7, 7−5 |
| Dobles femenins    | Barbora Krejčíková Kateřina Siniaková | Nicole Melichar Květa Peschke  | 6−4, 4−6, 6−0              |
| Dobles mixts       | Nicole Melichar Alexander Peya        | Viktória Azàrenka Jamie Murray | 7−6(1), 6−3                |

US Open
| Categoria          | Campions/es                        | Finalistes                      | Resultat            |
| ------------------ | ---------------------------------- | ------------------------------- | ------------------- |
| Individual masculí | Novak Đoković                      | Juan Martín del Potro           | 6−3, 7−6(4), 6−3    |
| Individual femení  | Naomi Osaka                        | Serena Williams                 | 6−2, 6−4            |
| Dobles masculins   | Mike Bryan Jack Sock               | Łukasz Kubot Marcelo Melo       | 6−3, 6−1            |
| Dobles femenins    | Ashleigh Barty CoCo Vandeweghe     | Tímea Babos Kristina Mladenovic | 3−6, 7−6(2), 7−6(6) |
| Dobles mixts       | Bethanie Mattek-Sands Jamie Murray | Alicja Rosolska Nikola Mektić   | 2−6, 6−3, [11−9]    |

### Copa Davis

#### Quadre
|  | Primera ronda 2 - 4 de febrer           | Primera ronda 2 - 4 de febrer             | Primera ronda 2 - 4 de febrer           |                               |            | Quarts de final 6 - 8 d'abril | Quarts de final 6 - 8 d'abril | Quarts de final 6 - 8 d'abril |   |   | Semifinals 14 - 16 de setembre | Semifinals 14 - 16 de setembre | Semifinals 14 - 16 de setembre |  |   | Final 23 - 25 de novembre | Final 23 - 25 de novembre | Final 23 - 25 de novembre |
|  |                                         |                                           |                                         |                               |            |                               |                               |                               |   |   |                                |                                |                                |  |   |                           |                           |                           |
|  | Albertville, França (dura interior)     |                                           |                                         |                               |            |                               |                               |                               |   |   |                                |                                |                                |  |   |                           |                           |                           |
|  | 1                                       | França                                    | 3                                       |                               |            |                               |                               |                               |   |   |                                |                                |                                |  |   |                           |                           |                           |
|  | 1                                       | França                                    | 3                                       | Gènova, Itàlia (terra batuda) |            |                               |                               |                               |   |   |                                |                                |                                |  |   |                           |                           |                           |
|  |                                         | Països Baixos                             | 1                                       |                               |            |                               |                               |                               |   |   |                                |                                |                                |  |   |                           |                           |                           |
|  |                                         | Països Baixos                             | 1                                       | 1                             | França     | 3                             |                               |                               |   |   |                                |                                |                                |  |   |                           |                           |                           |
|  | Morioka, Japó (dura interior)           |                                           |                                         | 1                             | França     | 3                             |                               |                               |   |   |                                |                                |                                |  |   |                           |                           |                           |
|  |                                         | 8                                         | Itàlia                                  | 1                             |            |                               |                               |                               |   |   |                                |                                |                                |  |   |                           |                           |                           |
|  | 8                                       | 8                                         | Itàlia                                  | 1                             | Itàlia     | 3                             |                               |                               |   |   |                                |                                |                                |  |   |                           |                           |                           |
|  | 8                                       |                                           |                                         |                               | Itàlia     | 3                             | Lilla, França (dura interior) |                               |   |   |                                |                                |                                |  |   |                           |                           |                           |
|  |                                         | Japó                                      | 1                                       |                               |            |                               |                               |                               |   |   |                                |                                |                                |  |   |                           |                           |                           |
|  |                                         |                                           |                                         |                               |            |                               | 1                             | França                        | 3 |   |                                |                                |                                |  |   |                           |                           |                           |
|  | Marbella, Espanya (terra batuda)        |                                           |                                         |                               |            |                               | 1                             | França                        | 3 |   |                                |                                |                                |  |   |                           |                           |                           |
|  |                                         |                                           | Espanya                                 | 2                             |            |                               |                               |                               |   |   |                                |                                |                                |  |   |                           |                           |                           |
|  | 3                                       | Regne Unit                                | Espanya                                 | 2                             | 1          |                               |                               |                               |   |   |                                |                                |                                |  |   |                           |                           |                           |
|  | 3                                       | Regne Unit                                | València, Espanya (terra batuda)        |                               | 1          |                               |                               |                               |   |   |                                |                                |                                |  |   |                           |                           |                           |
|  |                                         | Espanya                                   | 3                                       |                               |            |                               |                               |                               |   |   |                                |                                |                                |  |   |                           |                           |                           |
|  |                                         | Espanya                                   | 3                                       |                               | Espanya    | 3                             |                               |                               |   |   |                                |                                |                                |  |   |                           |                           |                           |
|  | Brisbane, Austràlia (dura)              |                                           |                                         |                               | Espanya    | 3                             |                               |                               |   |   |                                |                                |                                |  |   |                           |                           |                           |
|  |                                         |                                           | Alemanya                                | 2                             |            |                               |                               |                               |   |   |                                |                                |                                |  |   |                           |                           |                           |
|  | 6                                       | Austràlia                                 | Alemanya                                | 2                             | 1          |                               |                               |                               |   |   |                                |                                |                                |  |   |                           |                           |                           |
|  | 6                                       | Austràlia                                 |                                         |                               | 1          |                               |                               |                               |   |   |                                | Lilla, França (terra batuda)   |                                |  |   |                           |                           |                           |
|  |                                         | Alemanya                                  | 3                                       |                               |            |                               |                               |                               |   |   |                                |                                |                                |  |   |                           |                           |                           |
|  |                                         |                                           |                                         |                               |            |                               |                               |                               |   |   |                                |                                |                                |  |   |                           |                           |                           |
|  |                                         |                                           |                                         |                               |            |                               |                               |                               |   |   |                                |                                |                                |  | 1 | França                    | 1                         |                           |
|  | Astanà, Kazakhstan (dura interior)      |                                           |                                         |                               |            |                               |                               |                               |   |   |                                |                                |                                |  | 1 | França                    | 1                         |                           |
|  |                                         | 4                                         | Croàcia                                 | 3                             |            |                               |                               |                               |   |   |                                |                                |                                |  |   |                           |                           |                           |
|  |                                         | 4                                         | Croàcia                                 | 3                             | Kazakhstan | 4                             |                               |                               |   |   |                                |                                |                                |  |   |                           |                           |                           |
|  |                                         | Varaždin, Croàcia (terra batuda interior) |                                         |                               | Kazakhstan | 4                             |                               |                               |   |   |                                |                                |                                |  |   |                           |                           |                           |
|  | 5                                       | Suïssa                                    | 1                                       |                               |            |                               |                               |                               |   |   |                                |                                |                                |  |   |                           |                           |                           |
|  | 5                                       | Suïssa                                    | 1                                       |                               |            | Kazakhstan                    | 1                             |                               |   |   |                                |                                |                                |  |   |                           |                           |                           |
|  | Osijek, Croàcia (terra batuda interior) |                                           |                                         |                               |            | Kazakhstan                    | 1                             |                               |   |   |                                |                                |                                |  |   |                           |                           |                           |
|  |                                         | 4                                         | Croàcia                                 | 3                             |            |                               |                               |                               |   |   |                                |                                |                                |  |   |                           |                           |                           |
|  |                                         | 4                                         | Croàcia                                 | 3                             | Canadà     | 1                             |                               |                               |   |   |                                |                                |                                |  |   |                           |                           |                           |
|  |                                         |                                           |                                         |                               | Canadà     | 1                             | Zadar, Croàcia (terra batuda) |                               |   |   |                                |                                |                                |  |   |                           |                           |                           |
|  | 4                                       | Croàcia                                   | 3                                       |                               |            |                               |                               |                               |   |   |                                |                                |                                |  |   |                           |                           |                           |
|  | 4                                       | Croàcia                                   | 3                                       |                               |            |                               |                               |                               |   | 4 | Croàcia                        | 3                              |                                |  |   |                           |                           |                           |
|  | Niš, Sèrbia (terra batuda interior)     |                                           |                                         |                               |            |                               |                               |                               |   | 4 | Croàcia                        | 3                              |                                |  |   |                           |                           |                           |
|  |                                         |                                           | Estats Units                            | 2                             |            |                               |                               |                               |   |   |                                |                                |                                |  |   |                           |                           |                           |
|  |                                         | Estats Units                              | Estats Units                            | 2                             | 3          |                               |                               |                               |   |   |                                |                                |                                |  |   |                           |                           |                           |
|  |                                         | Estats Units                              | Nashville, Estats Units (dura interior) |                               | 3          |                               |                               |                               |   |   |                                |                                |                                |  |   |                           |                           |                           |
|  | 7                                       | Sèrbia                                    | 1                                       |                               |            |                               |                               |                               |   |   |                                |                                |                                |  |   |                           |                           |                           |
|  | 7                                       | Sèrbia                                    | 1                                       |                               |            | Estats Units                  | 4                             |                               |   |   |                                |                                |                                |  |   |                           |                           |                           |
|  | Lieja, Hongria (dura interior)          |                                           |                                         |                               |            | Estats Units                  | 4                             |                               |   |   |                                |                                |                                |  |   |                           |                           |                           |
|  |                                         | 2                                         | Bèlgica                                 | 0                             |            |                               |                               |                               |   |   |                                |                                |                                |  |   |                           |                           |                           |
|  |                                         | 2                                         | Bèlgica                                 | 0                             | Hongria    | 2                             |                               |                               |   |   |                                |                                |                                |  |   |                           |                           |                           |
|  |                                         |                                           |                                         |                               | Hongria    | 2                             |                               |                               |   |   |                                |                                |                                |  |   |                           |                           |                           |
|  | 2                                       | Bèlgica                                   | 3                                       |                               |            |                               |                               |                               |   |   |                                |                                |                                |  |   |                           |                           |                           |

#### Final
| · França · 1 | Stade Pierre Mauroy, Lilla, França 23 − 25 de novembre de 2018 Terra batuda | Stade Pierre Mauroy, Lilla, França 23 − 25 de novembre de 2018 Terra batuda | · Croàcia · 3 |     |     |      |   |             |
| \| \| \| \| 1 \| 2 \| 3 \| 4 \| 5 \| \| \| - \| ---------------- \| ------------------------------------------------------------- \| ---- \| --- \| --- \| ---- \| - \| ----------- \| \| 1 \| França · Croàcia \| Jérémy Chardy Borna Ćorić \| 2 6 \| 5 7 \| 4 6 \| \| \| \| \| 2 \| França · Croàcia \| Jo-Wilfried Tsonga Marin Čilić \| 3 6 \| 5 7 \| 4 6 \| \| \| \| \| 3 \| França · Croàcia \| Pierre-Hugues Herbert / Nicolas Mahut Ivan Dodig / Mate Pavić \| 6 4 \| 6 4 \| 3 6 \| 7 63 \| \| \| \| 4 \| França · Croàcia \| Lucas Pouille Marin Čilić \| 63 7 \| 3 6 \| 3 6 \| \| \| \| \| 5 \| França · Croàcia \| Jo-Wilfried Tsonga Borna Ćorić \| \| \| \| \| \| no disputat \| |                                                                             |                                                                             |               |     |     |      |   |             |
| |                                                                             |                                                                             | 1             | 2   | 3   | 4    | 5 |             |
| 1 | França · Croàcia                                                            | Jérémy Chardy Borna Ćorić                                                   | 2 6           | 5 7 | 4 6 |      |   |             |
| 2 | França · Croàcia                                                            | Jo-Wilfried Tsonga Marin Čilić                                              | 3 6           | 5 7 | 4 6 |      |   |             |
| 3 | França · Croàcia                                                            | Pierre-Hugues Herbert / Nicolas Mahut Ivan Dodig / Mate Pavić               | 6 4           | 6 4 | 3 6 | 7 63 |   |             |
| 4 | França · Croàcia                                                            | Lucas Pouille Marin Čilić                                                   | 63 7          | 3 6 | 3 6 |      |   |             |
| 5 | França · Croàcia                                                            | Jo-Wilfried Tsonga Borna Ćorić                                              |               |     |     |      |   | no disputat |

| Copa Davis 2018       |
| --------------------- |
| Croàcia · Segon títol |

### Copa Federació

#### Quadre
|  | Primera ronda 10 - 11 de febrer          | Primera ronda 10 - 11 de febrer                 | Primera ronda 10 - 11 de febrer |                                             |               | Semifinals 21 - 22 d'abril | Semifinals 21 - 22 d'abril             | Semifinals 21 - 22 d'abril |   |  | Final 10 - 11 de novembre | Final 10 - 11 de novembre | Final 10 - 11 de novembre |
|  |                                          |                                                 |                                 |                                             |               |                            |                                        |                            |   |  |                           |                           |                           |
|  | Minsk, Belarús (dura interior)           |                                                 |                                 |                                             |               |                            |                                        |                            |   |  |                           |                           |                           |
|  | 1                                        | Belarús                                         | 2                               |                                             |               |                            |                                        |                            |   |  |                           |                           |                           |
|  | 1                                        | Belarús                                         | 2                               | Stuttgart, Alemanya (terra batuda interior) |               |                            |                                        |                            |   |  |                           |                           |                           |
|  |                                          | Alemanya                                        | 3                               |                                             |               |                            |                                        |                            |   |  |                           |                           |                           |
|  |                                          | Alemanya                                        | 3                               |                                             | Alemanya      | 1                          |                                        |                            |   |  |                           |                           |                           |
|  | Praga, República Txeca (dura interior)   |                                                 |                                 |                                             | Alemanya      | 1                          |                                        |                            |   |  |                           |                           |                           |
|  |                                          | 3                                               | Txèquia                         | 4                                           |               |                            |                                        |                            |   |  |                           |                           |                           |
|  | 3                                        | 3                                               | Txèquia                         | 4                                           | Txèquia       | 3                          |                                        |                            |   |  |                           |                           |                           |
|  | 3                                        |                                                 |                                 |                                             | Txèquia       | 3                          | Praga, República Txeca (dura interior) |                            |   |  |                           |                           |                           |
|  |                                          | Suïssa                                          | 1                               |                                             |               |                            |                                        |                            |   |  |                           |                           |                           |
|  |                                          |                                                 |                                 |                                             |               |                            | 3                                      | Txèquia                    | 3 |  |                           |                           |                           |
|  | La Roche-sur-Yon, França (dura interior) |                                                 |                                 |                                             |               |                            | 3                                      | Txèquia                    | 3 |  |                           |                           |                           |
|  |                                          | 2                                               | Estats Units                    | 0                                           |               |                            |                                        |                            |   |  |                           |                           |                           |
|  |                                          | 2                                               | Estats Units                    | 0                                           | Bèlgica       | 2                          |                                        |                            |   |  |                           |                           |                           |
|  |                                          | Ais de Provença, França (terra batuda interior) |                                 |                                             | Bèlgica       | 2                          |                                        |                            |   |  |                           |                           |                           |
|  | 4                                        | França                                          | 3                               |                                             |               |                            |                                        |                            |   |  |                           |                           |                           |
|  | 4                                        | França                                          | 3                               |                                             | 4             | França                     | 2                                      |                            |   |  |                           |                           |                           |
|  | Asheville, Estats Units (dura interior)  |                                                 |                                 |                                             | 4             | França                     | 2                                      |                            |   |  |                           |                           |                           |
|  |                                          | 2                                               | Estats Units                    | 3                                           |               |                            |                                        |                            |   |  |                           |                           |                           |
|  |                                          | 2                                               | Estats Units                    | 3                                           | Països Baixos | 1                          |                                        |                            |   |  |                           |                           |                           |
|  |                                          |                                                 |                                 |                                             | Països Baixos | 1                          |                                        |                            |   |  |                           |                           |                           |
|  | 2                                        | Estats Units                                    | 3                               |                                             |               |                            |                                        |                            |   |  |                           |                           |                           |

#### Final
| · República Txeca · 3 | O2 Arena, Praga, República Txeca 10 - 11 de novembre de 2018 Dura interior | O2 Arena, Praga, República Txeca 10 - 11 de novembre de 2018 Dura interior | · Estats Units · 0 |      |     |             |
| \| \| \| \| 1 \| 2 \| 3 \| \| \| - \| ------------------------------ \| -------------------------------------------------------------------------- \| ---- \| ---- \| --- \| ----------- \| \| 1 \| República Txeca · Estats Units \| Barbora Strýcová Sofia Kenin \| 6⁵ 7 \| 6 1 \| 6 4 \| \| \| 2 \| República Txeca · Estats Units \| Katerina Siniakova Alison Riske \| 6 3 \| 7 6² \| \| \| \| 3 \| República Txeca · Estats Units \| Katerina Siniakova Sofia Kenin \| 7 5 \| 5 7 \| 7 5 \| \| \| 4 \| República Txeca · Estats Units \| Barbora Strýcová Alison Riske \| \| \| \| no disputat \| \| 5 \| República Txeca · Estats Units \| Barbora Krejcikova / Katerina Siniakova Danielle Collins / Nicole Melichar \| \| \| \| no disputat \| |                                                                            |                                                                            |                    |      |     |             |
| |                                                                            |                                                                            | 1                  | 2    | 3   |             |
| 1 | República Txeca · Estats Units                                             | Barbora Strýcová Sofia Kenin                                               | 6⁵ 7               | 6 1  | 6 4 |             |
| 2 | República Txeca · Estats Units                                             | Katerina Siniakova Alison Riske                                            | 6 3                | 7 6² |     |             |
| 3 | República Txeca · Estats Units                                             | Katerina Siniakova Sofia Kenin                                             | 7 5                | 5 7  | 7 5 |             |
| 4 | República Txeca · Estats Units                                             | Barbora Strýcová Alison Riske                                              |                    |      |     | no disputat |
| 5 | República Txeca · Estats Units                                             | Barbora Krejcikova / Katerina Siniakova Danielle Collins / Nicole Melichar |                    |      |     | no disputat |

| Copa Federació 2018          |
| ---------------------------- |
| República Txeca · Sisè títol |

### Copa Hopman
Grup A
| CS | País      | Alemanya | Bèlgica | Canadà | Austràlia | V − D | Partits | Sets   | Jocs    | Pos. |
| 1  | Alemanya  |          | 2−1     | 3−0    | 2−1       | 3 − 0 | 7 − 2   | 15 − 5 | 97 − 75 | 1    |
| 3  | Bèlgica   | 1−2      |         | 3−0    | 3−0       | 2 − 1 | 7 − 2   | 14 − 6 | 97 − 68 | 2    |
| 6  | Canadà    | 0−3      | 0−3     |        | 1−2       | 0 − 3 | 1 − 8   | 3 − 16 | 89 − 99 | 4    |
| 8  | Austràlia | 1−2      | 0−3     | 2−1    |           | 1 − 2 | 3 − 6   | 9 − 14 | 89 − 99 | 3    |

Grup B
| CS | País         | Estats Units | Rússia | Japó | Suïssa | V − D | Partits | Sets    | Jocs     | Pos. |
| 2  | Estats Units |              | 2−1    | 2−1  | 0−3    | 2 − 1 | 4 − 5   | 9 − 11  | 85 − 69  | 2    |
| 4  | Rússia       | 1−2          |        | 2−1  | 0−3    | 1 − 2 | 3 − 6   | 10 − 13 | 93 − 94  | 3    |
| 5  | Japó         | 1−2          | 1−2    |      | 0−3    | 0 − 3 | 2 − 7   | 5 − 15  | 59 − 98  | 4    |
| 7  | Suïssa       | 3−0          | 3−0    | 3−0  |        | 3 − 0 | 9 − 0   | 18 − 3  | 109 − 76 | 1    |

#### Final
| · Alemanya · 1 | Perth Arena, Perth, Austràlia 6 de gener de 2018 Dura interior | Perth Arena, Perth, Austràlia 6 de gener de 2018 Dura interior     | · Suïssa · 2 |     |     |  |
| \| \| \| \| 1 \| 2 \| 3 \| \| \| - \| ----------------- \| ------------------------------------------------------------------ \| ---- \| --- \| --- \| \| \| 1 \| Alemanya · Suïssa \| Alexander Zverev Roger Federer \| 7 64 \| 0 6 \| 2 6 \| \| \| 2 \| Alemanya · Suïssa \| Angelique Kerber Belinda Bencic \| 6 4 \| 6 1 \| \| \| \| 3 \| Alemanya · Suïssa \| Angelique Kerber / Alexander Zverev Belinda Bencic / Roger Federer \| 34 \| 2 4 \| \| \| |                                                                |                                                                    |              |     |     |  |
| |                                                                |                                                                    | 1            | 2   | 3   |  |
| 1 | Alemanya · Suïssa                                              | Alexander Zverev Roger Federer                                     | 7 64         | 0 6 | 2 6 |  |
| 2 | Alemanya · Suïssa                                              | Angelique Kerber Belinda Bencic                                    | 6 4          | 6 1 |     |  |
| 3 | Alemanya · Suïssa                                              | Angelique Kerber / Alexander Zverev Belinda Bencic / Roger Federer | 34           | 2 4 |     |  |

| Copa Hopman 2018      |
| --------------------- |
| Suïssa · Tercer títol |

## ATP World Tour

### ATP Finals
- Classificats individuals:  Novak Đoković,  Rafael Nadal,  Roger Federer,  Juan Martín del Potro,  Alexander Zverev,  Kevin Anderson,  Marin Čilić,  Dominic Thiem,  Kei Nishikori,  John Isner
- Classificats dobles:  Oliver Marach /  Mate Pavić,  Juan Sebastián Cabal /  Robert Farah,  Łukasz Kubot /  Marcelo Melo,  Jamie Murray /  Bruno Soares,  Mike Bryan /  Jack Sock,  Mike Bryan /  Bob Bryan,  Raven Klaasen /  Michael Venus,  Nikola Mektić /  Alexander Peya,  Pierre-Hugues Herbert /  Nicolas Mahut

| Categoria  | Campiones            | Finalistes                          | Resultat          |
| ---------- | -------------------- | ----------------------------------- | ----------------- |
| Individual | Alexander Zverev     | Novak Đoković                       | 6−4, 6−3          |
| Dobles     | Mike Bryan Jack Sock | Pierre-Hugues Herbert Nicolas Mahut | 5−7, 6−1, [13−11] |

### Next Gen ATP Finals
- Classificats:  Alexander Zverev,  Stéfanos Tsitsipàs,  Denis Shapovalov,  Alex de Minaur,  Frances Tiafoe,  Taylor Fritz,  Andrei Rubliov,  Jaume Munar,  Hubert Hurkacz,  Liam Caruana

| Categoria  | Campió             | Finalista      | Resultat                 |
| ---------- | ------------------ | -------------- | ------------------------ |
| Individual | Stéfanos Tsitsipàs | Alex de Minaur | 2−4, 4−1, 4−3(3), 4−3(3) |

### ATP World Tour Masters 1000
| Torneig      | Individual            | Individual         | Individual          | Dobles                            | Dobles                            | Dobles              |
| Torneig      | Campió                | Finalista          | Resultat            | Campions                          | Finalistes                        | Resultat            |
| ------------ | --------------------- | ------------------ | ------------------- | --------------------------------- | --------------------------------- | ------------------- |
| Indian Wells | Juan Martín del Potro | Roger Federer      | 6−4, 6−7(8), 7−6(2) | John Isner Jack Sock              | Bob Bryan Mike Bryan              | 7−6(4), 7−6(2)      |
| Miami        | John Isner            | Alexander Zverev   | 6−7(4), 6−4, 6−4    | Bob Bryan Mike Bryan              | Karén Khatxànov Andrei Rubliov    | 4−6, 7−6(5), [10−4] |
| Montecarlo   | Rafael Nadal          | Kei Nishikori      | 6−3, 6−2            | Bob Bryan Mike Bryan              | Oliver Marach Mate Pavić          | 7−6(5), 6−3         |
| Madrid       | Alexander Zverev      | Dominic Thiem      | 6−4, 6−4            | Nikola Mektić Alexander Peya      | Bob Bryan Mike Bryan              | 5−3, retirada       |
| Roma         | Rafael Nadal          | Alexander Zverev   | 6−1, 1−6, 6−3       | Juan Sebastián Cabal Robert Farah | Pablo Carreño Busta João Sousa    | 3−6, 6−4, [10−4]    |
| Toronto      | Rafael Nadal          | Stéfanos Tsitsipàs | 6−2, 7−6(4)         | Henri Kontinen John Peers         | Raven Klaasen Michael Venus       | 6−2, 6−7(7), [10−6] |
| Cincinnati   | Novak Đoković         | Roger Federer      | 6−4, 6−4            | Jamie Murray Bruno Soares         | Juan Sebastián Cabal Robert Farah | 4−6, 6−3, [10−6]    |
| Xangai       | Novak Đoković         | Borna Ćorić        | 6−3, 6−4            | Łukasz Kubot Marcelo Melo         | Jamie Murray Bruno Soares         | 6−2, 6−4            |
| París        | Karén Khatxànov       | Novak Đoković      | 7−5, 6−4            | Marcel Granollers Rajeev Ram      | Jean-Julien Rojer Horia Tecău     | 6−4, 6−4            |

## WTA Tour

### WTA Finals
- Classificades individuals:  Simona Halep,  Angelique Kerber,  Naomi Osaka,  Petra Kvitová,  Caroline Wozniacki,  Sloane Stephens,  Elina Svitolina,  Karolína Plíšková,  Kiki Bertens
- Classificades dobles:  Barbora Krejčíková /  Kateřina Siniaková,  Tímea Babos /  Kristina Mladenovic,  Andrea Sestini Hlaváčková /  Barbora Strýcová,  Elise Mertens /  Demi Schuurs,  Andreja Klepač /  María José Martínez Sánchez,  Gabriela Dabrowski /  Xu Yifan,  Nicole Melichar /  Květa Peschke,  Ashleigh Barty /  CoCo Vandeweghe

| Categoria  | Campiones                       | Finalistes                            | Resultat      |
| ---------- | ------------------------------- | ------------------------------------- | ------------- |
| Individual | Elina Svitolina                 | Sloane Stephens                       | 3−6, 6−2, 6−2 |
| Dobles     | Tímea Babos Kristina Mladenovic | Barbora Krejčíková Kateřina Siniaková | 6−4, 7−5      |

### WTA Elite Trophy
- Classificades individuals:  Dària Kassàtkina,  Anastasija Sevastova,  Arina Sabalenka,  Elise Mertens,  Julia Görges,  Madison Keys,  Garbiñe Muguruza,  Caroline Garcia,  Ashleigh Barty,  Anett Kontaveit,  Wang Qiang,  Zhang Shuai
- Classificades dobles:  Mihaela Buzărnescu /  Alicja Rosolska,  Miyu Kato /  Makoto Ninomiya,  Liudmila Kitxenok /  Nadia Kitxenok,  Shuko Aoyama /  Lidziya Marozava,  Jiang Xinyu /  Yang Zhaoxuan,  Xun Fangying /  Tang Qianhui

| Categoria  | Campiones                        | Finalistes                    | Resultat         |
| ---------- | -------------------------------- | ----------------------------- | ---------------- |
| Individual | Ashleigh Barty                   | Wang Qiang                    | 6−3, 6−4         |
| Dobles     | Liudmila Kitxenok Nadia Kitxenok | Shuko Aoyama Lidziya Marozava | 6−4, 3−6, [10−7] |

### WTA Premier Tournaments
| Torneig        | Individual         | Individual            | Individual       | Dobles                                | Dobles                                | Dobles              |
| Torneig        | Campiona           | Finalista             | Resultat         | Campiones                             | Finalistes                            | Resultat            |
| -------------- | ------------------ | --------------------- | ---------------- | ------------------------------------- | ------------------------------------- | ------------------- |
| Brisbane       | Elina Svitolina    | Aliaksandra Sasnovich | 6−2, 6−1         | Kiki Bertens Demi Schuurs             | Andreja Klepač M.J. Martínez Sánchez  | 7−5, 6−2            |
| Sydney         | Angelique Kerber   | Ashleigh Barty        | 6−4, 6−4         | Gabriela Dabrowski Xu Yifan           | Latisha Chan Andrea S. Hlaváčková     | 6−3, 6−1            |
| St. Petersburg | Petra Kvitová      | Kristina Mladenovic   | 6−1, 6−2         | Timea Bacsinszky Vera Zvonariova      | Alla Kudryavtseva Katarina Srebotnik  | 2−6, 6−1, [10−3]    |
| Doha           | Petra Kvitová      | Garbiñe Muguruza      | 3−6, 6−3, 6−4    | Gabriela Dabrowski Jeļena Ostapenko   | Andreja Klepač M.J. Martínez Sánchez  | 6−3, 6−3            |
| Dubai          | Elina Svitolina    | Dària Kassàtkina      | 6−4, 6−0         | Chan Hao-ching Yang Zhaoxuan          | Hsieh Su-wei Peng Shuai               | 4−6, 6−2, [10−6]    |
| Indian Wells   | Naomi Osaka        | Dària Kassàtkina      | 6−3, 6−2         | Hsieh Su-wei Barbora Strýcová         | Iekaterina Makàrova Ielena Vesninà    | 6−4, 6−4            |
| Miami          | Sloane Stephens    | Jeļena Ostapenko      | 7−6(5), 6−1      | Ashleigh Barty CoCo Vandeweghe        | Barbora Krejčíková Kateřina Siniaková | 6−2, 6−1            |
| Charleston     | Kiki Bertens       | Julia Görges          | 6−2, 6−1         | Alla Kudryavtseva Katarina Srebotnik  | Andreja Klepač M.J. Martínez Sánchez  | 6−3, 6−3            |
| Stuttgart      | Karolína Plíšková  | CoCo Vandeweghe       | 7−6(2), 6−4      | Raquel Atawo Anna-Lena Grönefeld      | Nicole Melichar Květa Peschke         | 6−4, 6−7(5), [10−5] |
| Madrid         | Petra Kvitová      | Kiki Bertens          | 7−6(6), 4−6, 6−3 | Iekaterina Makàrova Ielena Vesninà    | Tímea Babos Kristina Mladenovic       | 2−6, 6−4, [10−8]    |
| Roma           | Elina Svitolina    | Simona Halep          | 6−0, 6−4         | Ashleigh Barty Demi Schuurs           | Andrea S. Hlaváčková Barbora Strýcová | 6−3, 6−4            |
| Birmingham     | Petra Kvitová      | Magdaléna Rybáriková  | 4−6, 6−1, 6−2    | Tímea Babos Kristina Mladenovic       | Elise Mertens Demi Schuurs            | 4−6, 6−3, [10−8]    |
| Eastbourne     | Caroline Wozniacki | Arina Sabalenka       | 7−5, 7−6(5)      | Gabriela Dabrowski Xu Yifan           | Irina-Camelia Begu Mihaela Buzărnescu | 6−3, 7−5            |
| San José       | Mihaela Buzărnescu | Maria Sakkari         | 6−1, 6−0         | Latisha Chan Květa Peschke            | Liudmila Kitxenok Nadia Kitxenok      | 6−4, 6−1            |
| Mont-real      | Simona Halep       | Sloane Stephens       | 7−6(6), 3−6, 6−4 | Ashleigh Barty Demi Schuurs           | Latisha Chan Iekaterina Makàrova      | 4−6, 6−3, [10−8]    |
| Cincinnati     | Kiki Bertens       | Simona Halep          | 2−6, 7−6(6), 6−2 | Lucie Hradecká Iekaterina Makàrova    | Elise Mertens Demi Schuurs            | 6−2, 7−5            |
| New Haven      | Arina Sabalenka    | Carla Suárez Navarro  | 6−1, 6−4         | Andrea S. Hlaváčková Barbora Strýcová | Hsieh Su-wei Laura Siegemund          | 6−4, 6−7(7), [10−4] |
| Tòquio         | Karolína Plísková  | Naomi Osaka           | 6−4, 6−4         | Miyu Kato Makoto Ninomiya             | Andrea S. Hlaváčková Barbora Strýcová | 6−4, 6−4            |
| Wuhan          | Arina Sabalenka    | Anett Kontaveit       | 6−3, 6−3         | Elise Mertens Demi Schuurs            | Andrea S. Hlaváčková Barbora Strýcová | 6−3, 6−3            |
| Pequín         | Caroline Wozniacki | Anastasija Sevastova  | 6−3, 6−3         | Andrea S. Hlaváčková Barbora Strýcová | Gabriela Dabrowski Xu Yifan           | 4−6, 6−4, [10−8]    |
| Moscou         | Dària Kassàtkina   | Ons Jabeur            | 2−6, 7−6(3), 6−4 | Alexandra Panova Laura Siegemund      | Darija Jurak Raluca Olaru             | 6−2, 7−6(2)         |